# Mürşüdoba
Mürşüdoba è un comune dell'Azerbaigian situato nel distretto di Xaçmaz. Conta una popolazione di 1 672 abitanti.